# Branchinella proboscida
Branchinella proboscida är en kräftdjursart som beskrevs av Henry 1924. Branchinella proboscida ingår i släktet Branchinella och familjen Thamnocephalidae. Inga underarter finns listade.